# Mesene strigulata
Mesene strigulata är en fjärilsart som beskrevs av William Schaus 1902. Mesene strigulata ingår i släktet Mesene och familjen Riodinidae. Inga underarter finns listade i Catalogue of Life.